# Бодливкоподобни
Бодливкоподобните (Gasterosteiformes) са разред животни от клас Актиноптери (Actinopteri).
Таксонът е описан за пръв път от Тиъдър Гил през 1872 година.

## Семейства
- Aulorhynchidae
- Aulostomidae – Флейтомуцунести морски игли
- Gasterosteidae – Бодливкови
- Hypoptychidae
- Indostomidae